# 超々ジュラルミン

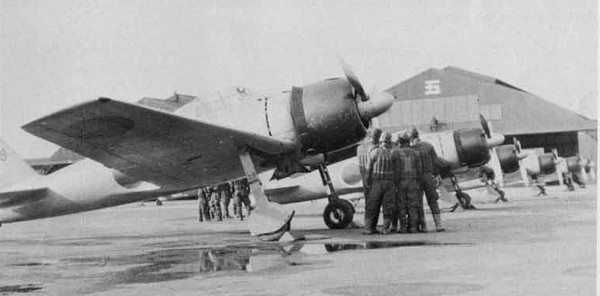
零式艦上戦闘機32型。主翼などに超々ジュラルミンが使われている。

超々ジュラルミン（ちょうちょうジュラルミン）とはアルミニウム合金の一種であり、日本産業規格（JIS）では"A7075"と呼ばれるものである。
アルミニウムを主体とする合金であり、他の金属の割合は亜鉛5.5 %、マグネシウム2.5 %、銅1.6 %である。加工硬化によって高い引っ張り強度と耐圧力性を持つが、長い時間が経つと強度が低下する弱点もある。劣化し、腐食すると薄い欠片状に崩れていく。

## 開発の経緯
1936年（昭和11年）に、日本の住友伸銅所が海軍航空廠の要請によりこの超々ジュラルミンを開発した。その強度は、超ジュラルミンと呼ばれたアルミニウム合金2000番台よりも高かった。また、日本海軍の零式艦上戦闘機に使用された。21世紀現在では、同種のアルミニウム合金が軽量でありながら強度が求められる多様な工業製品に使われている。現在ではJISにおいてA7075と型番が与えられ、広く活用されている。